# Cathlamet (taal)
Cathlamet (ook gespeld als Kathlamet of Katlamat is een indiaanse taal die behoort tot de Chinooktalen. De taal werd gesproken door de Cathlamet langs de oevers van de Columbia in het noordwesten van Oregon en het zuidwesten van Washington in de Verenigde Staten. Sommigen hebben Cathlamet geclassficeerd als een dialect van Upper Chinook en anderen als een dialect van Lower Chinook, maar met geen van beide talen was Cathlamet wederzijds verstaanbaar.
De laatste spreker van Cathlamet was Charles Cultee, die overleed in de jaren 30 van de twintigste eeuw. De taal is onder meer bekend door gegevens die verzameld zijn door de antropoloog Franz Boas.

## Bron
- Dit artikel of een eerdere versie ervan is een (gedeeltelijke) vertaling van het artikel Kathlamet language op de Engelstalige Wikipedia, dat onder de licentie Creative Commons Naamsvermelding/Gelijk delen valt. Zie de bewerkingsgeschiedenis aldaar.